# Andrés Ayub
Andrés Antonio Ayub Valenzuela (Santiago, 1 de enero de 1982) es un luchador chileno de lucha grecorromana. Participó en los Juegos Olímpicos de Londres 2012, donde finalizó en el decimoctavo lugar en la categoría 120 kg.

## Competencias internacionales
| Año  | Campeonato                       | Lugar                               | Categoría          | Resultado | Ref.   |
| ---- | -------------------------------- | ----------------------------------- | ------------------ | --------- | ------ |
| 1999 | Panamericano Juvenil             | San Juan, Puerto Rico               | 120 kg             | 3º        | [ 2 ]  |
| 2003 | Campeonato Panamericano          | Guatemala, Guatemala                | 120 kg             | 4º        | [ 3 ]  |
| 2003 | Juegos Panamericanos             | Santo Domingo, República Dominicana | 120 kg             | 6º        | [ 4 ]  |
| 2004 | Campeonato Panamericano          | Guatemala, Guatemala                | 120 kg             | 3º        | [ 5 ]  |
| 2004 | Juegos Suramericanos             | Belém, Brasil                       | 120 kg             | 2º        |        |
| 2005 | Campeonato Panamericano          | Guatemala, Guatemala                | 120 kg             | 3º        | [ 6 ]  |
| 2005 | Campeonato Mundial               | Budapest, Hungría                   | 120 kg             | 23º       | [ 7 ]  |
| 2006 | Campeonato Panamericano          | Río de Janeiro, Brasil              | 120 kg             | 7º        | [ 8 ]  |
| 2006 | Juegos Suramericanos             | Buenos Aires, Argentina             | 120 kg             | 2º        | [ 9 ]  |
| 2007 | Campeonato Panamericano          | San Salvador, El Salvador           | 120 kg             | 11º       | [ 10 ] |
| 2011 | Campeonato Sudamericano          | Buenos Aires, Argentina             | 120 kg             | 1º        | [ 11 ] |
| 2012 | Campeonato Panamericano          | Colorado Springs, Estados Unidos    | 120 kg             | 5º        | [ 12 ] |
| 2012 | Torneo de Clasificación Olímpica | Kissimmee, Estados Unidos           | 120 kg             | 2º        | [ 13 ] |
| 2012 | Juegos Olímpicos de Londres      | Londres, Reino Unido                | 120 kg             | 18º       | [ 14 ] |
| 2012 | Campeonato Sudamericano          | Callao, Perú                        | 120 kg             | 1º        | [ 15 ] |
| 2013 | Campeonato Panamericano          | Panamá, Panamá                      | 120 kg             | 5º        | [ 16 ] |
| 2013 | Campeonato Sudamericano          | Santiago, Chile                     | 120 kg             | 1º        | [ 17 ] |
| 2013 | Juegos Bolivarianos              | Trujillo, Perú                      | 120 kg             | 7º        | [ 18 ] |
| 2014 | Juegos Suramericanos             | Santiago, Chile                     | 125 kg (Freestyle) | 5º        | [ 19 ] |
| 2014 | Juegos Suramericanos             | Santiago, Chile                     | 130 kg             | 2º        | [ 20 ] |
| 2015 | Campeonato Panamericano          | Santiago, Chile                     | 130 kg             | 7º        | [ 21 ] |
| 2015 | Juegos Panamericanos             | Toronto, Canadá                     | 130 kg             | 2º        | [ 22 ] |
| 2015 | Campeonato Mundial               | Las Vegas, Estados Unidos           | 130 kg             | 27º       | [ 23 ] |
| 2016 | Campeonato Panamericano          | Frisco, Estados Unidos              | 130 kg             | 7º        | [ 24 ] |
| 2016 | Torneo de Clasificación Olímpica | Frisco, Estados Unidos              | 130 kg             | 3º        | [ 25 ] |
| 2017 | Juegos Bolivarianos              | Santa Marta, Colombia               | 130 kg             | 3º        | [ 26 ] |
| 2017 | Campeonato Sudamericano          | Río de Janeiro, Brasil              | 130 kg             | 2º        | [ 27 ] |